# فاز لوتئال

چرخهٔ قاعدگی

فاز لوتئال (به انگلیسی: luteal phase) سومین و آخرین مرحله از چرخه تخمدانی است که برخلاف فاز فولیکولر که طول آن در افراد متفاوت است، معمولاً در حدود ۱۴ روز به طول می‌انجامد (یعنی روزهای ۱۴ تا ۲۸) و با تغییرات در سطوح هورمونی، مانند افزایش سطح پروژسترون و استروژن، کاهش گنادوتروپین‌ها مانند هورمون محرک فولیکولی (FSH) و هورمون لوتئینی (LH)، تغییر در پوشش آستر رحم برای تسهیل لانه‌گزینی تخمک و توسعهٔ جسم زرد مشخص می‌شود.
چرخهٔ قاعدگی به‌طور متوسط ۲۸ روز طول می‌کشد. این چرخه با قاعدگی (روز ۱–۷) در فاز فولیکولر (روز ۱–۱۴) شروع و پس از تخمک‌گذاری (روز ۱۴) به مرحلهٔ لوتئال (روز ۱۴–۲۸) ختم می‌شود. در صورت عدم لقاح اووسیت با اسپرم، جسم زرد آتروفی می‌یابد که منجر به کاهش پروژسترون و استروژن، افزایش FSH و LH و ریزش پوشش آندومتر و شروع مجدد قاعدگی می‌شود.

## رویدادهای هورمونی
پس از تخمک‌گذاری و آزاد شدن تخمک، هورمون‌های هیپوفیز قدامی - FSH و LH آزاد می‌شوند و باعث می‌شوند که قسمت‌های باقی‌مانده از فولیکول غالب به جسم زرد تبدیل شوند. جسم زرد در مرحلهٔ لوتئال پس از تخمک‌گذاری به رشد خود ادامه می‌دهد و مقادیر قابل توجهی هورمون، به‌ویژه پروژسترون، و به میزان کمتر، استروژن و اینهیبین تولید می‌کند. پروژسترون، نقش حیاتی در پذیرش آستر رحم برای لانه‌گزینی بلاستوسیست و حمایت از مراحل اولیهٔ بارداری ایفا می‌کند. سطوح بالای پروژسترون، رشد فولیکولی را مهار می‌کند. افزایش استروژن و پروژسترون همچنین منجر به افزایش دمای پایهٔ بدن در مرحلهٔ لوتئال می‌شود.
افزایش LH که در طول تخمک‌گذاری رخ می‌دهد باعث آزاد شدن تخمک و کومولوس اوفور آن از تخمدان و داخل لولهٔ فالوپ می‌شود و تخمک را تحریک می‌کند تا تقسیم شود و وارد متافاز میوز II (کروموزوم ۴۶ یا 2n) شود و نخستین جسم قطبی خود را بیرون بزند. تخمک تنها پس از بارور شدن از طریق میوز ادامه می‌دهد و دومین جسم قطبی خود را بیرون می‌کشد. تخمک‌گذاری، ۳۵ ساعت پس از شروع افزایش LH یا ۱۰ ساعت پس از اوج افزایش LH رخ می‌دهد. چند روز پس از تخمک‌گذاری، افزایش مقدار استروژن تولیدشده توسط جسم زرد ممکن است باعث ایجاد یک یا دو روز مخاط بارور دهانهٔ رحم، کاهش دمای پایهٔ بدن یا هر دو شود. این تغییرات با عنوان «افزایش ثانویهٔ استروژن» شناخته می‌شوند.
هورمون‌هایی که توسط جسم زرد ترشح می‌شوند، تولید FSH و LH را از غدهٔ هیپوفیز قدامی سرکوب می‌کنند. جسم زرد برای زنده ماندن به فعال شدن LH بر روی گیرنده‌های خود متکی است. پس از لانه‌گزینی جنین، از تحلیل و از دست رفتن جسم زرد جلوگیری می‌شود. پس از لانه‌گزینی، جنین انسان گنادوتروپین جفتی انسانی (hCG) تولید می‌کند که از نظر ساختاری شبیه LH است و می‌تواند جسم زرد را حفظ کند. اگر لانه‌گزینی اتفاق بیفتد، جسم زرد به مدت هشت تا دوازده هفته به تولید پروژسترون ادامه می‌دهد و پس از آن، جفت این عملکرد را بر عهده می‌گیرد. در صورت عدم لقاح، hCG تولید نمی‌شود و جسم زرد طی ۱۰ تا ۱۲ روز آتروفی می‌شود (لوتئولیز یا رگرسیون لوتئال). مرگ جسم زرد، منجر به کاهش سطح پروژسترون و استروژن می‌شود. کاهش هورمون‌های تخمدانی بازخوردی منفی در LH و FSH آزاد می‌کند، در نتیجه غلظت LH و FSH را افزایش می‌دهد و منجر به ریزش آندومتر و دور دیگری از انتخاب فولیکول تخمدان می‌شود.

## رویدادهای رحمی
در طول فاز فولیکولی در چرخهٔ قاعدگی، آستر رحم در مرحلهٔ تکثیر است که با افزایش استروژنِ در گردش تولیدشده توسط فولیکول در حال رشد، مشخص می‌شود. افزایش استرادیول پوشش آستر رحم را تغییر می‌دهد و باعث تکثیر سلول‌های اپی‌تلیال، ضخیم شدن بافت و افزایش طول شریان‌های مارپیچی می‌شود که مواد مغذی را برای بافت در حال رشد، فراهم می‌کند. استروژن همچنین آستر رحم را برای آماده‌سازی فاز لوتئال به پروژسترون، حساس‌تر می‌کند.
پس از تخمک‌گذاری و در مرحله لوتئال، آستر رحم، در فاز ترشحی است که با تولید پروژسترون از جسم زرد در حال رشد، مشخص می‌شود. پروژسترون از تکثیر آندومتری جلوگیری می‌کند و بافت رحم را جهت آماده‌سازی برای لانه‌گزینی تخمک بارورشده حفظ می‌کند. در پایان فاز لوتئال، سطح پروژسترون کاهش می‌یابد و جسم زرد، آتروفی می‌شود. کاهش پروژسترون منجر به ایسکمی آندومتر می‌شود که متعاقباً در آغاز چرخهٔ بعدی در شروع قاعدگی، کاهش می‌یابد.

## نشانه‌ها
تغییرات در سطح پروژسترون در این مرحله ممکن است باعث علائم معمولی سندرم پیشاقاعدگی (PMS) شود، مانند:
- اضطراب
- سردرد
- نوسانات خلقی
- تحریک‌پذیری
- حساس شدن پستان‌ها
- افزایش وزن
- مشکل خواب
- تغییرات در میل جنسی
- نفخ